# Ulf Ärnström
Ulf Ärnström, född 27 juli 1949 i Norrköping, död 9 januari 2022 i Göteborg, var en svensk muntlig berättare och psykolog. Ärnström växte upp i byn Åm utanför Härnösand.

## Utmärkelser
- 1996 – Trampcykelpriset[4]
- 2004 – Mickelpriset[5]